# BBP
BBP (ビービーピー/BUSINESS BEFORE PLEASURE) は、ニューヨーク・ブロンクスで2003年に発足したクリエーティブエージェンシーBBPBX INC.が2006年に立ち上げたアパレルブランド。東京とニューヨークに拠点を置き、ブランド展開している。